# William J. LeVeque
William Judson LeVeque (9 août 1923 - 1er décembre 2007) est un mathématicien et administrateur américain qui travaille principalement en théorie des nombres. Il est directeur exécutif de l'American Mathematical Society dans les années 1970 et 1980 lorsque cette organisation se développe rapidement et augmente considérablement son utilisation des ordinateurs dans l'édition universitaire.

## Biographie
LeVeque est né le 9 août 1923 à Boulder, Colorado. Il obtient son baccalauréat ès arts de l'Université du Colorado en 1944, et une maîtrise en 1945 et un doctorat en 1947 de l'Université Cornell.
Il est instructeur à l'Université Harvard de 1947 à 1949, puis commence à l'Université du Michigan en tant qu'instructeur et devient professeur. En 1970, il rejoint la Claremont Graduate School. En 1977, il est directeur exécutif de l'American Mathematical Society et y reste jusqu'à sa retraite en 1988.
Après sa retraite, LeVeque et sa femme, Ann, commencent à naviguer et vivent sur leur voilier pendant trois ans alors qu'ils voyagent de la baie de Narragansett à la Grenade  Ils partent ensuite à Bainbridge Island, Washington, où il est actif dans des activités bénévoles jusqu'à son décès, le 1er décembre 2007. Son fils Randall J. LeVeque (en) est un mathématicien appliqué.

## Travaux
L'intérêt de recherche de LeVeque porte sur la théorie des nombres, en particulier les nombres transcendantaux, la distribution uniforme et l'approximation diophantienne.
Il écrit un certain nombre de manuels de théorie des nombres et d'ouvrages de référence, qui influencent le développement de la théorie des nombres aux États-Unis. Un de ses projets à long terme consiste à mettre à jour l'Histoire de la théorie des nombres de Leonard Eugene Dickson. Ce projet produit finalement une collection en six volumes intitulée Reviews in Number Theory. La division Physique-Astronomie-Mathématiques de la Special Libraries Association décerne à LeVeque son prix de division en 1978 pour ses contributions à la bibliographie des mathématiques.
L'American Mathematical Society se développe rapidement à l'époque où LeVeque est directeur exécutif (1977-1988). Les revenus triplent, passant de 5 millions de dollars en 1977 à 14,9 millions de dollars en 1988. La Société commence à s'informatiser à un rythme rapide au cours de cette période, les revues mathématiques devenant d'abord disponibles par voie électronique via les services d'accès commuté universitaires existants; ce système évolue ensuite vers MathSciNet.

## Publications
- William J. LeVeque, Topics in Number Theory, Volumes I and II, New York, Dover Publications, 2002 (1re éd. 1956) (ISBN 978-0-486-42539-9, lire en ligne )
- William J. Leveque, Elementary Theory of Numbers, New York, Dover Publications, 1990 (1re éd. 1962) (ISBN 978-0-486-66348-7)
- Studies in number theory, Mathematical Association of America, 1969 (OCLC 17369)
- Reviews in number theory, as printed in Mathematical reviews, 1940 through 1972, volumes 1-44 inclusive, American Mathematical Society, 1974 (OCLC 948152) (6 volumes)
- William J. Leveque, Fundamentals of Number Theory, New York, Dover Publications, 1996 (1re éd. 1977) (ISBN 978-0-486-68906-7)